# Collandres-Quincarnon
Collandres-Quincarnon is een gemeente in het Franse departement Eure (regio Normandië) en telt 192 inwoners (1999). De plaats maakt deel uit van het arrondissement Évreux.

## Geografie
De oppervlakte van Collandres-Quincarnon bedraagt 7,9 km², de bevolkingsdichtheid is 24,3 inwoners per km².
De onderstaande kaart toont de ligging van Collandres-Quincarnon met de belangrijkste infrastructuur en aangrenzende gemeenten.

## Demografie
Onderstaande figuur toont het verloop van het inwonertal (bron: INSEE-tellingen).